# Saint-Patrice-de-Beaurivage
Saint-Patrice-de-Beaurivage es un municipio canadiense situado en la provincia de Quebec.

## Superficie
Saint-Patrice-de-Beaurivage tiene una superficie de 85,73 km².

## Demografía
En 2021, tenía 1109 habitantes, una densidad poblacional de 12,9 hab./km², y 474 viviendas.